# Cantone di Le Thillot
Il Cantone di Le Thillot è una divisione amministrativa dell'arrondissement di Épinal.
A seguito della riforma complessiva dei cantoni del 2014 è passato da 8 a 10 comuni.

## Composizione
Prima della riforma del 2014 comprendeva i comuni di:
- Bussang
- Ferdrupt
- Fresse-sur-Moselle
- Le Ménil
- Ramonchamp
- Rupt-sur-Moselle
- Saint-Maurice-sur-Moselle
- Le Thillot

Dal 2015 comprende i comuni di:
- Bussang
- Dommartin-lès-Remiremont
- Ferdrupt
- Fresse-sur-Moselle
- Le Ménil
- Ramonchamp
- Rupt-sur-Moselle
- Saint-Maurice-sur-Moselle
- Le Thillot
- Vecoux